# Лисенко Іван Ілліч
Іван Ілліч Лисенко (1871—1933) — селянин, депутат Державної думи I скликання від Катеринославської губернії.

## Біографія

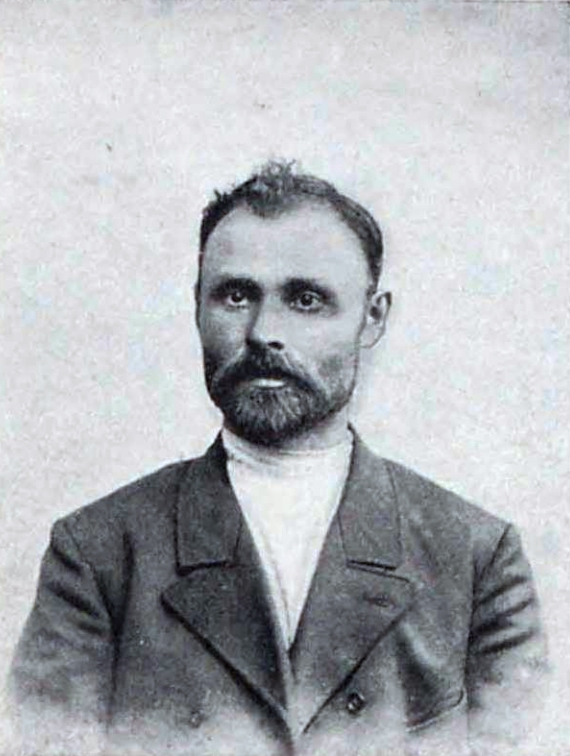
І. І. Лисенко, 1906

Українець за національністю. Селянин з посада Олександрівський Покровської волості Маріупольського повіту Катеринославської губернії. Закінчив 4 класи Прилуцької гімназії. Служив конторником на тютюновій фабриці Стілоті в Києві, пізніше був учителем парафіяльної школи. Відбував військову повинність у Варшаві. Надалі займався сільським господарством на 4 десятинах казенної землі в Маріупольському повіті Катеринославської губернії. Свого наділу у Лисенка не було. Лисенко не був членом будь-якої партії, але повністю він був прихильником формули «Земля і Воля».
14 квітня 1906 обраний до Державної думи I скликання від з'їзду уповноважених від волостей Катеринославської губернії. Увійшов у Трудову групу. 1 травня 1906 року увійшов в Українську громаду. Член Аграрної комісії. Підписав заяву про утворення Комісії з розслідування злочинів посадових осіб.
10 липня 1906 року в Виборзі підписав «Виборзьку відозву» і за це був засуджений за ст. 129, ч. 1, п. п. 51 і 3 Кримінального Уложення (до 3 місяців в'язниці та позбавлений права балотуватися на будь-які виборні посади).
22 (09) вересня 1906 року газета «Биржевые ведомости» повідомляла з села Дядькове, що там затриманий колишній член Державної думи від Катеринославської губернії Лисенко в стані сильного збудження. Хворий бігав з криком: «Мене переслідують озброєні, рятуйте». Як повідомила газета «Прийнятий за злодія, Лисенко був побитий міліціонерами мальцевського заводу».
12 грудня 1906 року повідомлялося, що І. І. Лисенко перебував у Маріупольській в'язниці та був там судовим слідчим .
У січні 1907 року був висланий з південного гірничозаводського району на час воєнного стану. Після зняття воєнного стану повернувся додому, але через п'ять днів справник оголосив Лисенку розпорядження губернатора про продовження висилки на час дії положення про надзвичайну охорону та необхідність виїхати протягом 24 годин.
Помер у 1933 році. Похований на Горському кладовищі у Ленінградській області.
Прадід єпископа Каскеленського Геннадія (Гоголева).